# Хіроо (Хоккайдо)

42°17′10″ пн. ш. 143°18′42″ сх. д. / 42.28611° пн. ш. 143.31167° сх. д.
Хіроо́ (яп. 広尾町, ひろおちょう, МФА: [çiɾo.o t͡ɕoː]) — містечко в Японії, в повіті Хіроо округу Токаті префектури Хоккайдо. Станом на 1 жовтня 2008 року площа містечка становила 596,16 км². Станом на 31 березня 2017 населення містечка становило 7104 осіб.